# EHF Liga Mistrzów 2019/2020 (grupa D)
EHF Liga Mistrzów 2019/2020 - rozgrywki i tabela grupy D
| Lp. | Drużyna                | M  | Mecze | Mecze | Mecze | Bramki | Bramki | Bramki | Pkt |
| Lp. | Drużyna                | M  | W     | R     | P     | +      | −      | +/−    | Pkt |
| --- | ---------------------- | -- | ----- | ----- | ----- | ------ | ------ | ------ | --- |
| 1.  | Dinamo Bukareszt       | 10 | 7     | 3     | 0     | 298    | 256    | +42    | 17  |
| 2.  | Orlen Wisła Płock      | 10 | 5     | 1     | 4     | 267    | 260    | +7     | 11  |
| 3.  | GOG                    | 10 | 4     | 1     | 5     | 310    | 319    | −9     | 9   |
| 4.  | IFK Kristianstad       | 10 | 3     | 3     | 4     | 283    | 298    | −15    | 9   |
| 5.  | Czechowskije Miedwiedi | 10 | 4     | 0     | 6     | 280    | 308    | −28    | 8   |
| 6.  | Kadetten Schaffhausen  | 10 | 2     | 2     | 6     | 280    | 277    | +3     | 6   |

| Gospodarz \ Gość       | BUC   | CHE   | KAD   | KRI   | PLO   | GOG   |
| Dinamo Bukareszt       | d     | 34:23 | 27:26 | 28:25 | 29:20 | 35:28 |
| Czechowskije Miedwiedi | 20:30 |       | 29:27 | 37:26 | 25:23 | 36:28 |
| Kadetten Schaffhausen  | 28:28 | 32:23 |       | 26:29 | 24:27 | 40:28 |
| IFK Kristianstad       | 29:29 | 36:28 | 24:24 |       | 24:20 | 24:33 |
| Orlen Wisła Płock      | 26:26 | 34:28 | 27:23 | 36:29 |       | 27:24 |
| GOG                    | 31:32 | 38:31 | 35:30 | 37:37 | 28:27 |       |

Wyniki
| 12 września 201920:15 | Kadetten Schaffhausen      | 28:28(14:15) | Dinamo Bukareszt             | BBC Arena, Szafuza Widzów: 873 Sędzia: Fabian Baumgart Sascha Wild |
| 12 września 201920:15 | Žarko Šešum 6 Luka Maros 6 | 28:28(14:15) | 5 Amine Bannour 5 Ante Kuduz | BBC Arena, Szafuza Widzów: 873 Sędzia: Fabian Baumgart Sascha Wild |
| 12 września 201920:15 | 4× · 3×                    | 28:28(14:15) | 4× · 2× · 1×                 | BBC Arena, Szafuza Widzów: 873 Sędzia: Fabian Baumgart Sascha Wild |

| 14 września 201916:00 | Czechowskije Miedwiedi              | 25:23(9:7) | Orlen Wisła Płock | Sportowy kompleks „Olimpijskij”, Moskwa Widzów: 1800 Sędzia: Michal Baďura Jaroslav Ondogrecula |
| 14 września 201916:00 | Dmitry Santalov 6 Dmitrii Kiselev 6 | 25:23(9:7) | 5 Jerko Matulić   | Sportowy kompleks „Olimpijskij”, Moskwa Widzów: 1800 Sędzia: Michal Baďura Jaroslav Ondogrecula |
| 14 września 201916:00 | 2× · 1×                             | 25:23(9:7) | 5× · 3×           | Sportowy kompleks „Olimpijskij”, Moskwa Widzów: 1800 Sędzia: Michal Baďura Jaroslav Ondogrecula |

| 15 września 201917:00 | IFK Kristianstad       | 24:33(14:17) | GOG                    | Kristianstad Arena, Kristianstad Widzów: 3382 Sędzia: Lars Jørum Håvard Kleven |
| 15 września 201917:00 | Teitur Örn Einarsson 6 | 24:33(14:17) | 8 Emil Madsen Jakobsen | Kristianstad Arena, Kristianstad Widzów: 3382 Sędzia: Lars Jørum Håvard Kleven |
| 15 września 201917:00 | 2× · 1×                | 24:33(14:17) | 2× · 1×                | Kristianstad Arena, Kristianstad Widzów: 3382 Sędzia: Lars Jørum Håvard Kleven |

| 18 września 201918:00 | Dinamo Bukareszt            | 28:25(13:10) | IFK Kristianstad | Sala Polivalentă Dinamo, Bukareszt Widzów: 2000 Sędzia: Javier Álvarez Mata Yon Bustamante López |
| 18 września 201918:00 | Mihai Alexandru Asoltanei 6 | 28:25(13:10) | 5 Anton Halen    | Sala Polivalentă Dinamo, Bukareszt Widzów: 2000 Sędzia: Javier Álvarez Mata Yon Bustamante López |
| 18 września 201918:00 | 5×                          | 28:25(13:10) | 5× · 2×          | Sala Polivalentă Dinamo, Bukareszt Widzów: 2000 Sędzia: Javier Álvarez Mata Yon Bustamante López |

| 21 września 201915:00 | Orlen Wisła Płock | 27:23(16:12) | Kadetten Schaffhausen | Orlen Arena, Płock Widzów: 2540 Sędzia: Marko Boričić Dejan Marković |
| 21 września 201915:00 | Philip Stenmalm 5 | 27:23(16:12) | 4 Sebastian Frimmel   | Orlen Arena, Płock Widzów: 2540 Sędzia: Marko Boričić Dejan Marković |
| 21 września 201915:00 | 5× · 3×           | 27:23(16:12) | 3× · 2×               | Orlen Arena, Płock Widzów: 2540 Sędzia: Marko Boričić Dejan Marković |

| 22 września 201915:10 | GOG                                  | 38:31(20:15) | Czechowskije Miedwiedi  | Jyske Bank Arena, Odense Widzów: 3245 Sędzia: Amar Konjičanin Dino Konjičanin |
| 22 września 201915:10 | Henrik Tilsted 6 Lasse Kjær Møller 6 | 38:31(20:15) | 5 Sergei Mark Kosorotov | Jyske Bank Arena, Odense Widzów: 3245 Sędzia: Amar Konjičanin Dino Konjičanin |
| 22 września 201915:10 | 7× · 2×                              | 38:31(20:15) | 5× · 2×                 | Jyske Bank Arena, Odense Widzów: 3245 Sędzia: Amar Konjičanin Dino Konjičanin |

| 25 września 201919:00 | Dinamo Bukareszt | 35:28(17:12) | GOG                    | Sala Polivalentă Dinamo, Bukareszt Widzów: 2200 Sędzia: Zigmārs Sondors Renārs Līcis |
| 25 września 201919:00 | Amine Bannour 11 | 35:28(17:12) | 8 Emil Madsen Jakobsen | Sala Polivalentă Dinamo, Bukareszt Widzów: 2200 Sędzia: Zigmārs Sondors Renārs Līcis |
| 25 września 201919:00 | 5× · 2×          | 35:28(17:12) | 2× · 2×                | Sala Polivalentă Dinamo, Bukareszt Widzów: 2200 Sędzia: Zigmārs Sondors Renārs Līcis |

| 29 września 201917:30 | Orlen Wisła Płock     | 36:29(19:13) | IFK Kristianstad      | Orlen Arena, Płock Widzów: 2500 Sędzia: Dimitar Mitrevski Blagojche Todorovski |
| 29 września 201917:30 | Konstantin Igropuło 6 | 36:29(19:13) | 12 Ólafur Guðmundsson | Orlen Arena, Płock Widzów: 2500 Sędzia: Dimitar Mitrevski Blagojche Todorovski |
| 29 września 201917:30 | 5× · 2×               | 36:29(19:13) | 3× · 2×               | Orlen Arena, Płock Widzów: 2500 Sędzia: Dimitar Mitrevski Blagojche Todorovski |

| 29 września 201919:00 | Kadetten Schaffhausen            | 32:23(15:10) | Czechowskije Miedwiedi | BBC Arena, Szafuza Widzów: 839 Sędzia: Miljan Vešović Novica Mitrović |
| 29 września 201919:00 | Žarko Šešum 5 Maximilian Gerbl 5 | 32:23(15:10) | 4 Aleksandr Kotow      | BBC Arena, Szafuza Widzów: 839 Sędzia: Miljan Vešović Novica Mitrović |
| 29 września 201919:00 | 2× · 2×                          | 32:23(15:10) | 6× · 2× · 2×           | BBC Arena, Szafuza Widzów: 839 Sędzia: Miljan Vešović Novica Mitrović |

| 10 października 201919:00 | IFK Kristianstad     | 24:24(11:15) | Kadetten Schaffhausen | Kristianstad Arena, Kristianstad Widzów: 3042 Sędzia: Peter Brunovský Vladimír Čanda |
| 10 października 201919:00 | Ólafur Guðmundsson 9 | 24:24(11:15) | 7 Gábor Császár       | Kristianstad Arena, Kristianstad Widzów: 3042 Sędzia: Peter Brunovský Vladimír Čanda |
| 10 października 201919:00 | 1× · 2×              | 24:24(11:15) | 3× · 2×               | Kristianstad Arena, Kristianstad Widzów: 3042 Sędzia: Peter Brunovský Vladimír Čanda |

| 12 października 201916:00 | Czechowskije Miedwiedi                                      | 20:30(10:16) | Dinamo Bukareszt | Sportowy kompleks „Olimpijskij”, Moskwa Widzów: 1020 Sędzia: Kürşad Erdoğan İbrahim Özdeniz |
| 12 października 201916:00 | Dmitry Santalov 4 Dmitrii Kiselev 4 Sergei Mark Kosorotov 4 | 20:30(10:16) | 6 Ante Kuduz     | Sportowy kompleks „Olimpijskij”, Moskwa Widzów: 1020 Sędzia: Kürşad Erdoğan İbrahim Özdeniz |
| 12 października 201916:00 | 3× · 2× · 1×                                                | 20:30(10:16) | 7× · 1×          | Sportowy kompleks „Olimpijskij”, Moskwa Widzów: 1020 Sędzia: Kürşad Erdoğan İbrahim Özdeniz |

| 13 października 201915:10 | GOG                    | 28:27(16:14) | Orlen Wisła Płock                   | Jyske Bank Arena, Odense Widzów: 3642 Sędzia: Igor Covalciuc Alexei Covalciuc |
| 13 października 201915:10 | Emil Madsen Jakobsen 7 | 28:27(16:14) | 5 Lovro Mihić 5 Konstantin Igropuło | Jyske Bank Arena, Odense Widzów: 3642 Sędzia: Igor Covalciuc Alexei Covalciuc |
| 13 października 201915:10 | 4× · 2×                | 28:27(16:14) | 6× · 2×                             | Jyske Bank Arena, Odense Widzów: 3642 Sędzia: Igor Covalciuc Alexei Covalciuc |

| 19 października 201918:00 | IFK Kristianstad | 36:28(19:13) | Czechowskije Miedwiedi | Kristianstad Arena, Kristianstad Widzów: 3116 Sędzia: Ivan Caçador Eurico Nicolau |
| 19 października 201918:00 | Adam Nyfjäll 8   | 36:28(19:13) | 5 Aleksandr Kotow      | Kristianstad Arena, Kristianstad Widzów: 3116 Sędzia: Ivan Caçador Eurico Nicolau |
| 19 października 201918:00 | 5× · 2×          | 36:28(19:13) | 2× · 1×                | Kristianstad Arena, Kristianstad Widzów: 3116 Sędzia: Ivan Caçador Eurico Nicolau |

| 20 października 201915:10 | GOG                    | 35:30(18:15) | Kadetten Schaffhausen | Jyske Bank Arena, Odense Widzów: 3845 Sędzia: Javier Álvarez Mata Yon Bustamante López |
| 20 października 201915:10 | Emil Madsen Jakobsen 7 | 35:30(18:15) | 7 Jonas Schelker      | Jyske Bank Arena, Odense Widzów: 3845 Sędzia: Javier Álvarez Mata Yon Bustamante López |
| 20 października 201915:10 | 4× · 2×                | 35:30(18:15) | 6× · 1×               | Jyske Bank Arena, Odense Widzów: 3845 Sędzia: Javier Álvarez Mata Yon Bustamante López |

| 20 października 201917:30 | Orlen Wisła Płock             | 26:26(13:12) | Dinamo Bukareszt | Orlen Arena, Płock Widzów: 3500 Sędzia: Péter Horváth Balázs Marton |
| 20 października 201917:30 | Lovro Mihić 7 Niko Mindegía 7 | 26:26(13:12) | Bramka           | Orlen Arena, Płock Widzów: 3500 Sędzia: Péter Horváth Balázs Marton |
| 20 października 201917:30 | 5× · 2×                       | 26:26(13:12) | 6× · 3×          | Orlen Arena, Płock Widzów: 3500 Sędzia: Péter Horváth Balázs Marton |

| 30 października 201919:00 | Dinamo Bukareszt             | 29:20(13:10) | Orlen Wisła Płock | Sala Polivalentă Dinamo, Bukareszt Widzów: 2100 Sędzia: Aleksandar Pandžić Ivan Mošorinski |
| 30 października 201919:00 | Kamel Alouini 6 Ante Kuduz 6 | 29:20(13:10) | 5 Žiga Mlakar     | Sala Polivalentă Dinamo, Bukareszt Widzów: 2100 Sędzia: Aleksandar Pandžić Ivan Mošorinski |
| 30 października 201919:00 | 3× · 1×                      | 29:20(13:10) | 8× · 3×           | Sala Polivalentă Dinamo, Bukareszt Widzów: 2100 Sędzia: Aleksandar Pandžić Ivan Mošorinski |

| 31 października 201920:15 | Kadetten Schaffhausen | 40:28(18:11) | GOG              | BBC Arena, Szafuza Widzów: 1212 Sędzia: Dimitar Mitrevski Blagojche Todorovski |
| 31 października 201920:15 | Gábor Császár 16      | 40:28(18:11) | 6 Mathias Gidsel | BBC Arena, Szafuza Widzów: 1212 Sędzia: Dimitar Mitrevski Blagojche Todorovski |
| 31 października 201920:15 | 6× · 2×               | 40:28(18:11) | 6× · 3×          | BBC Arena, Szafuza Widzów: 1212 Sędzia: Dimitar Mitrevski Blagojche Todorovski |

| 2 listopada 201916:00 | Czechowskije Miedwiedi | 37:26(20:16) | IFK Kristianstad                    | Sportowy kompleks „Olimpijskij”, Moskwa Widzów: 1500 Sędzia: Jan-Erik Leandersson Mikael Lindroos |
| 2 listopada 201916:00 | Dmitriy Kornev 7       | 37:26(20:16) | 5 Alfred Ehn 5 Teitur Örn Einarsson | Sportowy kompleks „Olimpijskij”, Moskwa Widzów: 1500 Sędzia: Jan-Erik Leandersson Mikael Lindroos |
| 2 listopada 201916:00 | 4× · 2×                | 37:26(20:16) | 3× · 2×                             | Sportowy kompleks „Olimpijskij”, Moskwa Widzów: 1500 Sędzia: Jan-Erik Leandersson Mikael Lindroos |

| 6 listopada 201918:15 | Dinamo Bukareszt | 27:26(15:14) | Kadetten Schaffhausen | Sala Polivalentă Dinamo, Bukareszt Widzów: 2023 Sędzia: Said Bounouara Khalid Sami |
| 6 listopada 201918:15 | Ante Kuduz 10    | 27:26(15:14) | 6 Gábor Császár       | Sala Polivalentă Dinamo, Bukareszt Widzów: 2023 Sędzia: Said Bounouara Khalid Sami |
| 6 listopada 201918:15 | 4× · 2×          | 27:26(15:14) | 7× · 1×               | Sala Polivalentă Dinamo, Bukareszt Widzów: 2023 Sędzia: Said Bounouara Khalid Sami |

| 10 listopada 201915:10 | GOG                 | 37:37(15:19) | IFK Kristianstad | Jyske Bank Arena, Odense Widzów: 3656 Sędzia: Boris Mandák Mário Rudinský |
| 10 listopada 201915:10 | Lasse Kjær Møller 7 | 37:37(15:19) | 8 Adam Nyfjäll   | Jyske Bank Arena, Odense Widzów: 3656 Sędzia: Boris Mandák Mário Rudinský |
| 10 listopada 201915:10 | 3× · 3×             | 37:37(15:19) | 4× · 3× · 1×     | Jyske Bank Arena, Odense Widzów: 3656 Sędzia: Boris Mandák Mário Rudinský |

| 10 listopada 201918:00 | Orlen Wisła Płock | 34:28(18:15) | Czechowskije Miedwiedi | Orlen Arena, Płock Widzów: 3200 Sędzia: Michalis Tzaferopoulos Andreas Bethmann |
| 10 listopada 201918:00 | Niko Mindegía 10  | 34:28(18:15) | 6 Kirill Kotov         | Orlen Arena, Płock Widzów: 3200 Sędzia: Michalis Tzaferopoulos Andreas Bethmann |
| 10 listopada 201918:00 | 5× · 3×           | 34:28(18:15) | 3× · 1×                | Orlen Arena, Płock Widzów: 3200 Sędzia: Michalis Tzaferopoulos Andreas Bethmann |

| 13 listopada 201919:00 | IFK Kristianstad | 29:29(16:17) | Dinamo Bukareszt | Kristianstad Arena, Kristianstad Widzów: 3402 Sędzia: Denis Bolic Christoph Hurich |
| 13 listopada 201919:00 | 8 zawodników 3   | 29:29(16:17) | 6 Ante Kuduz     | Kristianstad Arena, Kristianstad Widzów: 3402 Sędzia: Denis Bolic Christoph Hurich |
| 13 listopada 201919:00 | 2× · 1×          | 29:29(16:17) | 5× · 1×          | Kristianstad Arena, Kristianstad Widzów: 3402 Sędzia: Denis Bolic Christoph Hurich |

| 16 listopada 201916:00 | Czechowskije Miedwiedi | 36:28(15:18) | GOG                                            | Sportowy kompleks „Olimpijskij”, Moskwa Widzów: 1750 Sędzia: Miklós Andorka Róbert Hucker |
| 16 listopada 201916:00 | Dmitrii Santalov 8     | 36:28(15:18) | 7 Óðinn Þór Ríkharðsson 7 Emil Madsen Jacobsen | Sportowy kompleks „Olimpijskij”, Moskwa Widzów: 1750 Sędzia: Miklós Andorka Róbert Hucker |
| 16 listopada 201916:00 | 7× · 2× · 1×           | 36:28(15:18) | 5× · 1×                                        | Sportowy kompleks „Olimpijskij”, Moskwa Widzów: 1750 Sędzia: Miklós Andorka Róbert Hucker |

| 17 listopada 201919:00 | Kadetten Schaffhausen | 24:27(11:10) | Orlen Wisła Płock | BBC Arena, Szafuza Widzów: 1165 Sędzia: Kürşad Erdoğan İbrahim Özdeniz |
| 17 listopada 201919:00 | Žarko Šešum 6         | 24:27(11:10) | 5 Zoltán Szita    | BBC Arena, Szafuza Widzów: 1165 Sędzia: Kürşad Erdoğan İbrahim Özdeniz |
| 17 listopada 201919:00 | 4× · 2×               | 24:27(11:10) | 6× · 4×           | BBC Arena, Szafuza Widzów: 1165 Sędzia: Kürşad Erdoğan İbrahim Özdeniz |

| 20 listopada 201919:00 | Dinamo Bukareszt | 34:23(15:13) | Czechowskije Miedwiedi                 | Sala Polivalentă Dinamo, Bukareszt Widzów: 2100 Sędzia: Andrej Budzák Michal Záhradník |
| 20 listopada 201919:00 | Amine Bannour 7  | 34:23(15:13) | 5 Aleksandr Kotow 5 Roman Ostashchenko | Sala Polivalentă Dinamo, Bukareszt Widzów: 2100 Sędzia: Andrej Budzák Michal Záhradník |
| 20 listopada 201919:00 | 5× · 3×          | 34:23(15:13) | 2× · 2×                                | Sala Polivalentă Dinamo, Bukareszt Widzów: 2100 Sędzia: Andrej Budzák Michal Záhradník |

| 23 listopada 201915:00 | Orlen Wisła Płock | 27:24(11:13) | GOG                 | Orlen Arena, Płock Widzów: 3900 Sędzia: Tomislav Cindrić Robert Gonzurek |
| 23 listopada 201915:00 | Niko Mindegía 7   | 27:24(11:13) | 7 Lasse Kjær Møller | Orlen Arena, Płock Widzów: 3900 Sędzia: Tomislav Cindrić Robert Gonzurek |
| 23 listopada 201915:00 | 3× · 3×           | 27:24(11:13) | 2× · 2×             | Orlen Arena, Płock Widzów: 3900 Sędzia: Tomislav Cindrić Robert Gonzurek |

| 24 listopada 202019:00 | Kadetten Schaffhausen | 26:29(15:15) | IFK Kristianstad     | BBC Arena, Szafuza Widzów: 916 Sędzia: Amar Konjičanin Dino Konjičanin |
| 24 listopada 202019:00 | 4 zawodników 4        | 26:29(15:15) | 8 Ólafur Guðmundsson | BBC Arena, Szafuza Widzów: 916 Sędzia: Amar Konjičanin Dino Konjičanin |
| 24 listopada 202019:00 | 4× · 2×               | 26:29(15:15) | 4× · 2×              | BBC Arena, Szafuza Widzów: 916 Sędzia: Amar Konjičanin Dino Konjičanin |

| 27 listopada 201919:00 | IFK Kristianstad  | 24:20(15:9) | Orlen Wisła Płock | Kristianstad Arena, Kristianstad Widzów: 3036 Sędzia: Miklós Andorka Róbert Hucker |
| 27 listopada 201919:00 | Valter Chrintz 10 | 24:20(15:9) | 7 Žiga Mlakar     | Kristianstad Arena, Kristianstad Widzów: 3036 Sędzia: Miklós Andorka Róbert Hucker |
| 27 listopada 201919:00 | 2× · 1×           | 24:20(15:9) | 2× · 4×           | Kristianstad Arena, Kristianstad Widzów: 3036 Sędzia: Miklós Andorka Róbert Hucker |

| 30 listopada 201916:00 | Czechowskije Miedwiedi | 29:27(14:14) | Kadetten Schaffhausen | Sportowy kompleks „Olimpijskij”, Moskwa Widzów: 1700 Sędzia: Jiří Opava Pavel Válek |
| 30 listopada 201916:00 | Kirill Kotov 7         | 29:27(14:14) | 8 Sebastian Frimmel   | Sportowy kompleks „Olimpijskij”, Moskwa Widzów: 1700 Sędzia: Jiří Opava Pavel Válek |
| 30 listopada 201916:00 | 1× · 3×                | 29:27(14:14) | 4× · 3×               | Sportowy kompleks „Olimpijskij”, Moskwa Widzów: 1700 Sędzia: Jiří Opava Pavel Válek |

| 1 grudnia 201916:50 | GOG           | 31:32(16:18) | Dinamo Bukareszt | Jyske Bank Arena, Odense Widzów: 2607 Sędzia: Robert Schulze Tobias Tönnies |
| 1 grudnia 201916:50 | Emil Lærke 10 | 31:32(16:18) | 9 Amine Bannour  | Jyske Bank Arena, Odense Widzów: 2607 Sędzia: Robert Schulze Tobias Tönnies |
| 1 grudnia 201916:50 | 5× · 2×       | 31:32(16:18) | 4× · 1×          | Jyske Bank Arena, Odense Widzów: 2607 Sędzia: Robert Schulze Tobias Tönnies |